# Conseil régional (Cameroun)
Pour les articles homonymes, voir Conseil régional.
Au Cameroun, un conseil régional est l'organe délibérant de la région. Il gère les affaires de la région.

## Textes réglementaires
La décentralisation est institutionnalisée au Cameroun par la constitution du 18 janvier 1996. Plusieurs textes seront ensuite votés pour en donner plus de précisions. Voici quelques-uns de ces textes :
- la loi no 2004/017 du 22 juillet 2004 portant orientation de la décentralisation[2] ;
- la loi no 2004/019 du 22 juillet 2004 fixant les règles applicables aux régions[3] ;
- la loi no 2006/010 du 29 décembre 2006 modifiant les complétant certaines dispositions de la loi no 92/002 du 14 août 1992 ;
- la loi no 2006/004 du 14 juillet 2006 fixant le mode d'élection des conseillers régionaux[4] ;
- la loi no 2006/011 du 29 décembre 2006 portant création, organisation et fonctionnement d'"Élections au Cameroun" (ELECAM)[5] ;
- le décret no 2008/372 du 11 novembre 2008 fixant les modalités d'application de certaines dispositions de la loi no 2006/011 du 29 décembre 2006[6] ;
- le décret no 2008/376 du 12 novembre 2008 portant organisation administrative de la République du Cameroun[7] ;
- la loi no 2009/011 du 10 juillet 2009 portant régime financier des collectivités territoriales décentralisées ;
- le décret no 2009/248 du 5 août 2009 portant sur les modalités d'évaluation et de répartition de la dotation générale de la décentralisation ;
- la loi no 2009/019 du 15 décembre 2009 portant fiscalité locale.

## Système électoral
Les 900 conseillers régionaux camerounais sont élus pour cinq ans à raison de 90 conseillers pour chacune des dix régions du Cameroun. Dans chaque région, 70 conseillers sont élus par un collège électoral composés de délégués élus par les conseillers municipaux de chaque départements, et 20 conseillers élus par les chefs traditionnels en leur sein,. 
Chaque département forme le plus souvent une circonscription électorale, mais peut être divisé en plusieurs en fonction de sa population. Les conseillers élus par les conseillers municipaux le sont au scrutin majoritaire plurinominal à un tour avec liste fermées et prime majoritaire. La liste qui obtient la majorité absolue des suffrages exprimés dans la circonscription remporte la totalité des sièges à pourvoir. Si aucune liste n'obtient cette majorité, la liste arrivée en tête obtient la moitié des sièges, arrondi à l'entier supérieur, et l'autre moitié est répartie entre toutes les listes — y compris celle arrivée en tête — à la proportionnelle selon la méthode du plus fort reste. Si le département ne compte qu'un seul siège à pourvoir, l'élection prend la forme d'un scrutin uninominal majoritaire à un tour. En cas d'égalité parfaite des voix entre deux listes, celle ayant la moyenne d'âge la plus élevée l'emporte.
Les représentants des chefs traditionnels sont élus au scrutin majoritaire plurinominal à un tour avec liste fermées par les chefs traditionnels de 1er, 2eet 3e degrés. S'ils sont également conseillers municipaux, les chefs traditionnels ne peuvent voter que dans un seul des deux collèges électoraux. La liste de candidats arrivée en tête remporte tous les sièges. Les circonscriptions peuvent également n'avoir qu'un seul siège à pourvoir, auquel cas l'élection prend aussi la forme d'un scrutin uninominal majoritaire à un tour.

## Composition
Il est constitué de délégués départementaux et de chefs traditionnels du territoire circonscrit ladite collectivité territoriale décentralisée.

## Rôles et responsabilités
Le conseil régional délibère sur les matières prévues dans la loi d'orientation de la décentralisation, ainsi que sur celles prévues dans la loi n° 2004/019 du 22 juillet 2004 fixant les règles applicables aux régions.

## Liste des conseils régionaux
Chaque region est dotée d'un conseil régional. La liste est:
- le conseil régional de l'Extrême-Nord
- le conseil régional du Nord
- le conseil régional de l’Adamaoua
- le conseil régional de L’Est
- le conseil régional du Sud
- le South West regional Assembly bureau
- le North West regional assembly bureau
- le conseil régional de L’Ouest
- le conseil régional du Littoral
- le conseil régional du Centre